# Integrale di Jacobi
L'Integrale di Jacobi, che deve il nome al matematico tedesco Karl Gustav Jacob Jacobi, è l'unico integrale del moto (uniforme e analitico) del problema dei tre corpi ristretto circolare.

## Utilizzi
I suoi punti stazionari sono i cosiddetti punti lagrangiani.
La conoscenza del valore dell'integrale di Jacobi permette di determinare le superfici di velocità nulla (le cosiddette superfici di Hill) che racchiudono le zone accessibili al terzo corpo.
L'integrale di Jacobi del sistema Sole Giove cometa, espresso nel sistema di riferimento inerziale in cui Giove orbita attorno al Sole e approssimato nell'ipotesi che il centro di massa del sistema coincida con quello del Sole e che la cometa non abbia incontri ravvicinati con Giove, fornisce l'invariante di Tisserand, il cui valore si conserva approssimativamente tra un passaggio della cometa ed il successivo, permettendo di riconoscere le comete già osservate anche in seguito a significative variazioni dell'orbita.

## Definizione

### Sistema lagrangiano a vincoli olonomi e forze conservative
Consideriamo un sistema lagrangiano di lagrangiana {\displaystyle L} con {\displaystyle n} gradi di libertà e dette {\displaystyle q} le coordinate di configurazione e {\displaystyle {\dot {q}}} le rispettive velocità generalizzate, allora l'integrale di Jacobi assume la forma
{\displaystyle E(q,{\dot {q}},t)=\sum _{j=1}^{n}{\dot {q}}_{j}{\partial L \over \partial {\dot {q}}_{j}}-L}
Considerando {\displaystyle (q(t),{\dot {q}}(t),t)} equazione del moto, ossia soluzione delle equazioni di Eulero - Lagrange, calcoliamo la derivata rispetto al tempo lungo la soluzione dell'integrale di Jacobi:
{\displaystyle {\begin{alignedat}{2}{d \over dt}E(q(t),{\dot {q}}(t),t)&=\sum _{j=1}^{n}{\Bigl (}{\ddot {q}}_{j}{\partial L \over \partial {\dot {q}}_{j}}+{\dot {q}}_{j}{d \over dt}{\partial L \over \partial {\dot {q}}_{j}}{\Bigr )}-\sum _{k=1}^{n}{\Bigl (}{\dot {q}}_{k}{\partial L \over \partial q_{k}}+{\ddot {q}}_{k}{\partial L \over {\dot {q}}_{k}}{\Bigr )}-{\partial L \over \partial t}\\&=\sum _{j=1}^{n}{\dot {q}}_{j}{\Bigl (}{\Bigl (}{d \over dt}{\Bigl (}{\partial L \over \partial {\dot {q}}_{j}}{\Bigr )}{\Bigr )}-{\partial L \over \partial q_{j}}{\Bigr )}-{\partial L \over \partial t}\\&=-{\partial L \over \partial t}\\\end{alignedat}}}
Dunque se {\displaystyle {\partial L \over \partial t}=0}. allora {\displaystyle E(q(t),{\dot {q}}(t),t)} è una quantità conservata lungo le soluzioni.
Inoltre, per un sistema lagrangiano a vincoli olonomi, fissi e ideali e con forze conservative, l'integrale di Jacobi coincide con l'energia totale del sistema {\displaystyle E=T+V}.

### Sistema sinodico

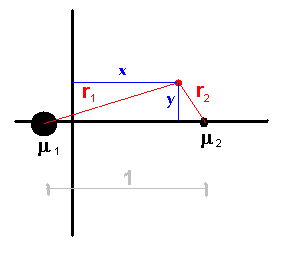
Sistema co-rotante.

Uno dei sistemi di riferimento usati è il cosiddetto sistema sinodico, o co-rotante, avente l'origine degli assi coincidente col baricentro dei tre corpi, e con l'asse x scelta lungo la congiungente le masse μ1, μ2, e unità di lunghezza uguale alla loro distanza. Siccome il sistema ruota assieme alle due masse, la loro posizione sul riferimento così individuato rimane costante, con coordinate rispettivamente (-μ2,0) e (μ1,0).
Nel sistema di coordinate {\displaystyle x\,\!,y\,\!} , la costante di Jacobi è definita come:
{\displaystyle C_{J}=n^{2}(x^{2}+y^{2})+2({\frac {\mu _{1}}{r_{1}}}+{\frac {\mu _{2}}{r_{2}}})-({\dot {x}}^{2}+{\dot {y}}^{2}+{\dot {z}}^{2})}
dove:
- {\displaystyle n={\frac {2\pi }{T}}} è la velocità angolare media di rotazione, detta anche moto medio ({\displaystyle T} è il periodo orbitale)
- {\displaystyle \mu _{1}=Gm_{1}\,\!,\mu _{2}=Gm_{2}}, per le due masse m1, m2 e {\displaystyle G} è la costante di gravitazione universale
- {\displaystyle r_{1}\,\!,r_{2}} sono le distanze della particella di test dalle due masse m1 e m2

Si noti come l'integrale di Jacobi sia meno due volte l'energia totale per unità di massa nel sistema di riferimento in rotazione: il primo termine è dovuto all'energia potenziale centrifuga, il secondo rappresenta il potenziale gravitazionale e il terzo l'energia cinetica.

### Sistema siderale

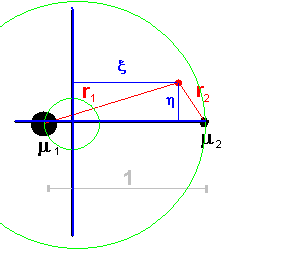
Sistema di riferimento inerziale.

Nel sistema di riferimento inerziale siderale (ξ,η,ζ), le masse orbitano attorno al baricentro. In queste coordinate la costante di Jacobi assume la forma:
{\displaystyle C_{J}=2\cdot ({\frac {\mu _{1}}{r_{1}}}+{\frac {\mu _{2}}{r_{2}}})+2n(\xi {\dot {\eta }}-\eta {\dot {\xi }})-({\dot {\xi }}^{2}+{\dot {\eta }}^{2}+{\dot {\zeta }}^{2})}

### Derivazione
Nel sistema di riferimento co-rotante, le accelerazioni possono essere espresse come derivate di una singola funzione scalare
{\displaystyle U(x,y,z)={\frac {n^{2}}{2}}(x^{2}+y^{2})+{\frac {\mu _{1}}{r_{1}}}+{\frac {\mu _{2}}{r_{2}}}}
Utilizzando la rappresentazione lagrangiana delle equazioni del moto:
{\displaystyle {\begin{matrix}{\ddot {x}}-2n{\dot {y}}={\frac {\delta U}{\delta x}}\\{\ddot {y}}+2n{\dot {x}}={\frac {\delta U}{\delta y}}\\{\ddot {z}}={\frac {\delta U}{\delta z}}\end{matrix}}}
Moltiplicando le tre equazioni rispettivamente per {\displaystyle {\dot {x}},{\dot {y}}} e {\displaystyle {\dot {z}}} e sommandole, si ottiene:
{\displaystyle {\dot {x}}{\ddot {x}}+{\dot {y}}{\ddot {y}}+{\dot {z}}{\ddot {z}}={\frac {\delta U}{\delta x}}{\dot {x}}+{\frac {\delta U}{\delta y}}{\dot {y}}+{\frac {\delta U}{\delta z}}{\dot {z}}={\frac {dU}{dt}}}
Integrando,
{\displaystyle {\dot {x}}^{2}+{\dot {y}}^{2}+{\dot {z}}^{2}=2U-C_{J}}
dove CJ è una costante d'integrazione.
Il termine sinistro rappresenta la velocità al quadrato della particella di test nel sistema co-rotante.